# Chuẩn mực kế toán
Báo cáo tài chính được chuẩn bị và trình bày bởi một công ty thường tuân thủ một tiêu chuẩn bên ngoài hướng dẫn cụ thể việc chuẩn bị của họ. Các tiêu chuẩn này khác nhau trên toàn cầu và thường được giám sát bởi một số kết hợp của nghề kế toán tư nhân trong một quốc gia cụ thể và các nhà quản lý chính phủ khác nhau. Các biến thể trên toàn quốc có thể là đáng kể, làm cho việc đánh giá xuyên quốc gia về dữ liệu tài chính đầy thách thức.
Các công ty được giao dịch công khai thường phải tuân thủ các tiêu chuẩn khắt khe nhất. Các doanh nghiệp vừa và nhỏ thường tuân theo các tiêu chuẩn đơn giản hơn, cộng với bất kỳ tiết lộ cụ thể nào được yêu cầu bởi người cho vay và cổ đông cụ thể của họ. Một số công ty hoạt động theo phương thức hạch toán tiền mặt thường có thể đơn giản và thẳng thắn. Các công ty lớn hơn thường hoạt động trên cơ sở dồn tích. Các chuẩn mực kế toán quy định chi tiết đáng kể những gì phải tích luỹ, các báo cáo tài chính sẽ được trình bày như thế nào và cần phải tiết lộ thêm những gì.
Một số yếu tố quan trọng mà các chuẩn mực kế toán bao gồm: xác định thực thể chính xác đang báo cáo, thảo luận về bất kỳ câu hỏi "quan tâm" nào, chỉ định đơn vị tiền tệ và khung thời gian báo cáo.

## Hạn chế
Các chuẩn mực kế toán được viết chủ yếu vào đầu thế kỷ 21. Những bất thường về kế toán khổng lồ tại các công ty lớn như Worldcom và Enron đã minh họa rằng mặc dù rất nỗ lực, gian lận phổ biến vẫn có thể xảy ra, và thậm chí bị các kiểm toán viên bên ngoài bỏ qua.

## Lợi ích của chuẩn mực kế toán
Việc thiếu các tiêu chuẩn kế toán minh bạch ở một số quốc gia vẫn được xem như là làm gia tăng khó khăn trong kinh doanh trong đó. Đặc biệt, cuộc khủng hoảng tài chính châu Á vào cuối những năm 1990 là một phần do thiếu các chuẩn mực kế toán chi tiết. Các công ty khổng lồ ở một số nước châu Á đã có thể tận dụng lợi thế của các chuẩn mực kế toán kém phát triển của họ để bù đắp các khoản nợ và lỗ khổng lồ, mang lại hiệu ứng tập thể khiến cả khu vực rơi vào khủng hoảng tài chính.

## Các chuẩn mực kế toán phổ biến trên toàn cầu
- Chuẩn mực Báo cáo Tài chính Quốc tế

Tiêu chuẩn này được chấp nhận toàn bộ hoặc phần lớn bởi nhiều quốc gia. Có thể chấp nhận ở Hoa Kỳ (đối với công ty nằm ngoài Hoa Kỳ) để báo cáo theo định dạng được chấp nhận rộng rãi này.
Chuẩn mực kế toán theo quốc gia
- Trung Quốc - Chuẩn mực kế toán Trung Quốc (Zhōngguó qǐyè kuàijì zhǔnzé 中国企业会计准则)
- Canada - Các nguyên tắc kế toán được chấp nhận chung
- Pháp - Thông lệ kế toán được chấp nhận rộng rãi (Plan Comptable Général)
- Đức - Thông lệ kế toán được chấp nhận rộng rãi (Grundsätze ordnungsmäßiger Buchführung)
- Ấn Độ - Tiêu chuẩn kế toán Ấn Độ
- Luxembourg -  Nguyên tắc kế toán được chấp nhận chung Luxembourg (Lux GAAP)
- Nepal - Tiêu chuẩn báo cáo tài chính Nepal
- Nga - GAAP của Nga
- Vương quốc Anh - Thông lệ kế toán được chấp nhận rộng rãi (Anh)
- Hoa Kỳ - Nguyên tắc kế toán được chấp nhận rọng rãi (Hoa Kỳ) Các công ty trong nước thường báo cáo theo định dạng này. Các công ty nước ngoài giao dịch ở Hoa Kỳ thường báo cáo theo định dạng IFRS (ở trên).

## Tiêu chuẩn hóa toàn cầu và IFRS
Nhiều quốc gia sử dụng hoặc đang hội tụ trên các Chuẩn mực Báo cáo Tài chính Quốc tế (IFRS) được thành lập và được duy trì bởi Hội đồng chuẩn mực  kế toán quốc tế. Ở một số quốc gia, nguyên tắc kế toán địa phương được áp dụng cho các công ty thường xuyên nhưng các công ty niêm yết hoặc lớn phải tuân theo IFRS, vì vậy báo cáo theo luật định có thể so sánh được với quốc tế.
Tất cả các công ty EU niêm yết và được xếp vào nhóm đã được yêu cầu sử dụng IFRS từ năm 2005, Canada đã chuyển sang năm 2009, Đài Loan năm 2013, và các quốc gia khác đang áp dụng các phiên bản địa phương.
Tại Hoa Kỳ, trong khi "... SEC công bố một tuyên bố tiếp tục hỗ trợ cho một bộ chuẩn mực kế toán duy nhất chất lượng cao, được chấp nhận trên toàn cầu, và thừa nhận rằng IFRS là vị trí tốt nhất để phục vụ vai trò này...." tiến bộ ít rõ ràng hơn.